# Diversidad sexual en Bulgaria
Las personas del colectivo LGBT+ en Bulgaria se enfrentan a ciertos desafíos legales y sociales no experimentados por otros residentes. Las relaciones sexuales consensuales entre personas del mismo sexo fueron despenalizadas en 1968, sin embargo, la diversidad sexual aun es un tema tabú en la sociedad búlgara, la cual es mayormente conservadora, y a pesar de los avances en materia de protección legal contra la discriminación por motivos de orientación sexual e identidad de género en áreas como en el acceso al empleo, la educación, los servicios de salud, entre otros, las personas LGBT+ aun sufren discriminación, persecución y violencia en Bulgaria.

## Legislación y derechos

### Despenalización de la homosexualidad
Las relaciones sexuales consensuales entre personas del mismo sexo en Bulgaria son legales desde la entrada en vigor del código penal de 1968. Esta nueva legislación derogó las disposiciones del anterior código penal de 1896, el cual condenaba el delito de sodomía. La edad de consentimiento sexual en Bulgaria es de 14 años, sin importar la orientación sexual.

### Reconocimiento de las parejas del mismo sexo
No existe ningún tipo de reconocimiento hacia las parejas formadas por personas del mismo sexo en forma de matrimonio o de unión civil en Bulgaria, por ende, el Estado búlgaro tampoco reconoce a la familia homoparental. En Bulgaria está prohibido constitucionalmente el matrimonio entre personas del mismo sexo desde 1994, y es improbable que se modifique la constitución en los próximos años para que así se pueda aprobar un proyecto de ley el cual pueda permitir que las parejas del mismo sexo tengan el mismo derecho que las parejas heterosexuales a acceder a las uniones civiles o al matrimonio.
Por otra parte, a pesar de que no se ha legislado para permitir que las parejas del mismo sexo puedan acceder a las uniones civiles o al matrimonio, ha habido algunas excepciones. En enero de 2018, el Tribunal Administrativo de Sofía falló en contra de una pareja de lesbianas que intentó que se reconociera su matrimonio, el cual se celebró en el Reino Unido. En julio de 2019, tras el caso Coman-Hamilton del Tribunal de Justicia de la Unión Europea, el Tribunal Supremo de Bulgaria confirmó un fallo de 2018 de un tribunal inferior que permitía a una pareja de lesbianas australiano-francesa que se había casado en Francia pudieran residir legalmente en Bulgaria.

### Leyes y medidas antidiscriminación

#### Protección laboral
Desde el año 2005, el estado de Bulgaria cuenta con medidas legales las cuales otorgan protección legal contra la discriminación por motivos de orientación sexual e identidad de género en el ámbito laboral.
Ley de protección contra la discriminación: El párrafo 1 del artículo 4 de la Ley de protección contra la discriminación (complementada por el Boletín Oficial No.70 de 2004) prohíbe la discriminación directa e indirecta por motivos de la orientación sexual. El capítulo 2 de la ley dispone que los empleadores no pueden negarse a emplear, ofrecer condiciones de trabajo o remuneración desiguales, o discriminar de otro modo a las personas por motivos de su orientación sexual.
Algunos de los artículos de la Ley de protección contra la discriminación expresan lo siguiente:

Sección I

Artículo 4
(1) Cualquier discriminación directa o indirecta por motivos de género, raza, nacionalidad, etnia, genoma humano, ciudadanía, origen, religión o creencia, educación, convicciones, afiliación política, condición personal o social, discapacidad, edad, orientación sexual, estado civil, estado de propiedad, o por cualquier otro motivo establecido por la ley o por un tratado internacional en el que la República de Bulgaria sea parte, será prohibido.
(2) La discriminación directa será cualquier trato menos favorable de una persona por los motivos mencionados en el Párrafo (1), que el trato que otra persona está recibiendo, recibió o recibiría en circunstancias comparables similares.
(3) La discriminación indirecta es poner a una persona, por los motivos mencionados en el párrafo (1), en una posición menos favorable en comparación con otras personas a través de una disposición, criterio o práctica aparentemente neutral, a menos que dicha disposición, criterio o práctica sea objetivamente justificados en vista de un fin legal y los medios para lograr este fin son apropiados y necesarios.
Artículo 12
(1) Cuando se anuncia una vacante, el empleador no tendrá derecho a establecer requisitos relacionados con los motivos a que se refiere el artículo 4(1), excepto en los casos previstos en el artículo 7.
(2) Antes de la firma de un contrato de trabajo, el empleador no tendrá derecho a exigir del candidato información sobre los motivos a que se refiere el artículo 4(1), excepto en los casos previstos en el artículo 7, o cuando esto responda a la necesidad de selección previa a la concesión del permiso para trabajar con información clasificada en las condiciones y el procedimiento de la Ley de Salvaguardia de Información Clasificada.
Artículo 13
(1) El empleador deberá garantizar la igualdad de condiciones de trabajo sin perjuicio de los motivos mencionados en el artículo 4(1).

Artículo 15
El empleador deberá brindar igualdad de oportunidades a los trabajadores de fábricas y oficinas, sin hacer referencia a los motivos previstos en el artículo 4(1), para la formación profesional y la mejora de las cualificaciones y el reciclaje profesional, así como para el desarrollo profesional y la promoción en el puesto o rango aplicando criterios iguales en la evaluación de su desempeño.

#### Protección amplia
Desde el año 2005, el estado de Macedonia del Norte cuenta con medidas legales las cuales prohíben la discriminación de forma amplia por motivos de orientación sexual e identidad de género (acceso a la educación, los servicios de salud, etc).
Ley de protección contra la discriminación: El párrafo 1 del artículo 4 de la Ley de Protección contra la Discriminación (complementada por el Boletín Oficial No.70 de 2004) prohíbe la discriminación directa e indirecta basada en la orientación sexual en el empleo (sección I), la educación (sección II), el ámbito de los bienes y servicios (sección III) y otros.
Algunos de los artículos de la Ley de protección contra la discriminación expresan lo siguiente:

Sección I

Artículo 4
(1) Cualquier discriminación directa o indirecta por motivos de género, raza, nacionalidad, etnia, genoma humano, ciudadanía, origen, religión o creencia, educación, convicciones, afiliación política, condición personal o social, discapacidad, edad, orientación sexual, estado civil, estado de propiedad, o por cualquier otro motivo establecido por la ley o por un tratado internacional en el que la República de Bulgaria sea parte, será prohibido. 
(2) La discriminación directa será cualquier trato menos favorable de una persona por los motivos mencionados en el Párrafo (1), que el trato que otra persona está recibiendo, recibió o recibiría en circunstancias comparables similares. 
(3) La discriminación indirecta es poner a una persona, por los motivos mencionados en el párrafo (1), en una posición menos favorable en comparación con otras personas a través de una disposición, criterio o práctica aparentemente neutral, a menos que dicha disposición, criterio o práctica sea objetivamente justificados en vista de un fin legal y los medios para lograr este fin son apropiados y necesarios.
Sección II
Artículo 29
(2) El director de la institución de formación tomará medidas efectivas para prevenir cualquier forma de discriminación en el lugar de formación por parte del personal docente, no docente o estudiante.
Artículo 34
En caso de incumplimiento de la obligación prevista en el artículo 29 (2), el director de la institución de formación será responsable en virtud de esta Ley por discriminación en el lugar de formación por parte de un funcionario administrativo, un profesor o un estudiante.
Sección III
Artículo 36
Los sindicatos, las organizaciones profesionales y otras organizaciones profesionales y las organizaciones de empleadores no pueden imponer requisitos de afiliación, afiliación y participación en su actividad por los motivos a que se refiere el artículo 4 (1), con excepción de los requisitos de educación en el caso de las organizaciones profesionales y vocacionales.
Artículo 37
No se permitirá la negativa a suministrar bienes o servicios, así como el suministro de bienes y servicios de calidad inferior o en condiciones menos favorables por los motivos a que se refiere el apartado 1 del artículo 4.

### Leyes sobre crímenes de odio e incitación al odio
En la actualidad, el Código Penal búlgaro no criminaliza de ninguna forma las amenazas, los crímenes de odio o la incitación al odio si estos fuesen motivados por la orientación sexual o la identidad y expresión de género, de igual forma, tampoco se criminaliza el discurso de odio.

## Condiciones sociales

### Marchas del orgullo LGBT+
El único lugar de Bulgaria donde la marcha del orgullo tiene lugar es en Sofía (Sofia Pride). La primera marcha se llevó a cabo en 2008 y atrajo a unos 150 participantes, que fueron atacados con cócteles molotov, piedras y botellas de vidrio, entre otras cosas. Más de 60 hooligans fueron arrestados. Las marchas del orgullo en los años siguientes continuaron pacíficamente y comenzaron a convocar a más participantes y contando con el apoyo de los partidos políticos y embajadas. En 2012 hubo 1.500 participantes, un festival de cine, un concierto al aire libre y un festival de arte.